# グランドプリンスホテル広島
グランドプリンスホテル広島（グランドプリンスホテルひろしま、英: Grand Prince Hotel Hiroshima）は、広島県広島市南区元宇品町にあるホテル。グランドプリンスホテルの一つ。2023年のG7広島サミットの会場となった。

## 概要
元々この地には造船所があった。1994年アジア競技大会の開催を受けてホテル不足を解消するため、また1992年広島港開発“広島ポートルネッサンス 21”事業決定を受けて宇品地区ウォーターフロントの目玉施設となるよう、バブル経済期に建設が進められた。1994年「広島プリンスホテル」として開業、2007年プリンスホテルの改革により現在の名称となった。
宇品島（元宇品）の原生林と瀬戸内海の多島美を背景とした超高層アーバンリゾートホテル。宿泊施設の他、婚礼・飲食施設、宴会・会議場、スパやショッピングアーケードなどがある。VIPの宿泊や国際会議の会場として用いられた経験もある。目の前にマリーナがあり、桟橋から厳島（宮島）へ渡る高速船が出る。南側に元宇品公園がある。
2016年G7広島外相会合の会場、2023年のG7広島サミットの会場にそれぞれ選ばれた。また、アメリカの第94回アカデミー賞で国際長編映画賞を受賞した2021年の日本映画『ドライブ・マイ・カー』でも、このホテルの最上階のバーと入口の場面がロケ地として使われている。

## 施設

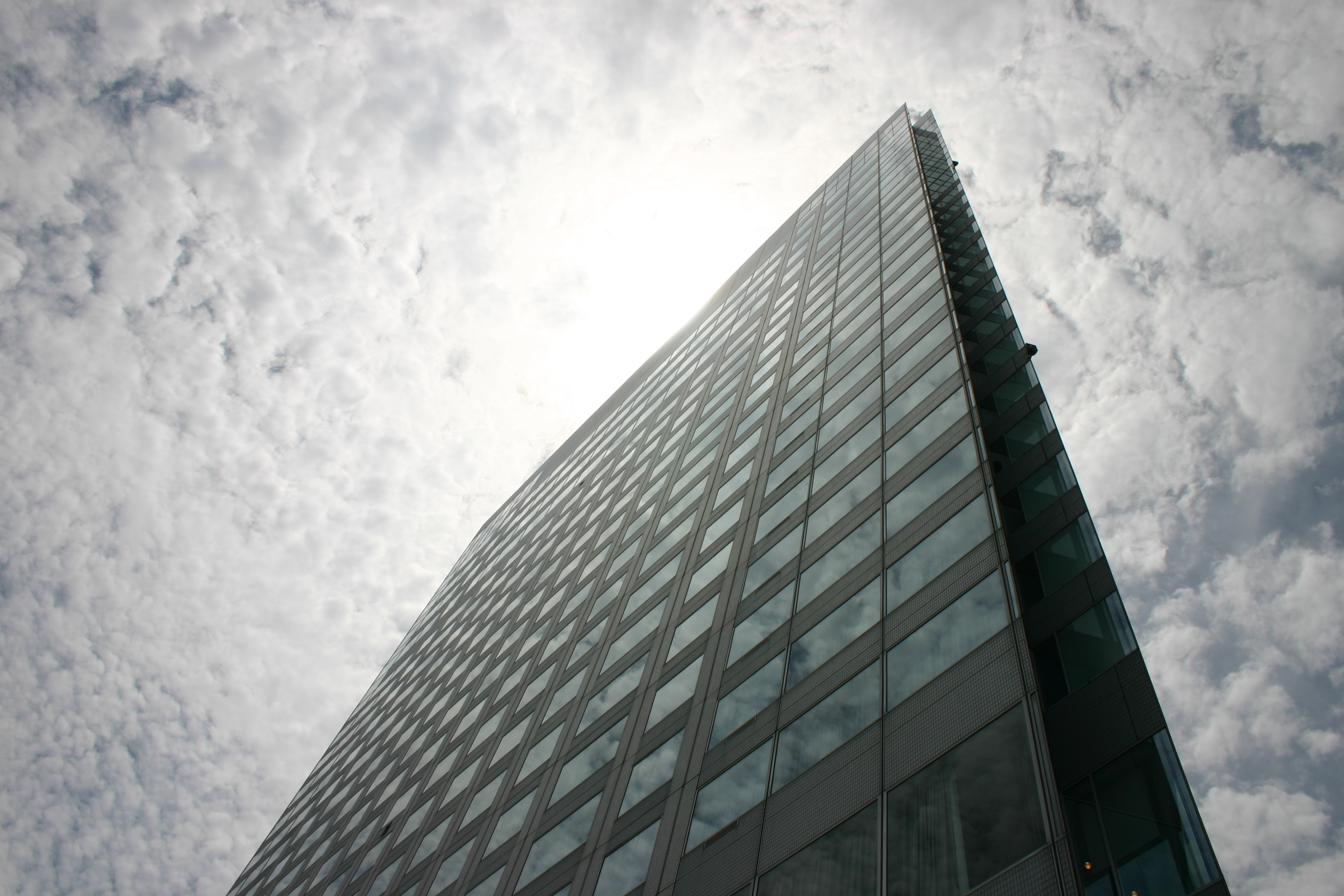
客室棟

超高層客室棟は展望を最大限に活かすため南側を頂点とする正三角形平面としている。外装には花崗岩・ラスタータイル・熱線反射ガラス・透明ガラスなどが幾何学的に並び、隅角はV字型に掘り切られている。並列する宴会棟も展望確保するため護岸に沿って低く伸び海側は大きな開口を持つ。それらを吹き抜けのロビー空間がつないでいる。
以下2022年時点館内のご案内より
- 客室 : 510室[4]
  - プリンスクラブフロア(18・19F)
  - プレミアムリゾートフロア－風波－(14～17F)
  - スーペリアフロア(4～12F)
- クラブラウンジ
- レストラン・バー
  - スカイラウンジ「トップ オブ ヒロシマ」 - バーラウンジとオールデイダイニングを兼ねる
  - ステーキ&シーフード「ボストン」
  - 中国料理「李芳」
  - 日本料理「広島なだ万」
  - お好み焼き「かっくん」
  - ラウンジ「モロキニ」
- ウエディング
  - クリスタルチャペル「ラ ルミエール ヌーベル」
  - ガーデンチャペル「バイ ザ シー」
  - ロビーウエディング「サングリッター」
- 会議・宴会
  - 大宴会場「瀬戸内」 - 最大で2,000人収容[4]
  - 他12室[4][4]
- スパ・フィットネス
  - トリートメントルーム
  - スパ･スイートルーム（宿泊者専用）
  - スパ･ラウンジ
  - フィットネスジム
- 展望露天風呂
  - 広島温泉「瀬戸の湯」 (宿泊者専用・有料)
  - リラクゼーションルーム
- 屋外プール
- ワークスペース
- ホテルショップ
  - 生活彩家グランドプリンスホテル広島店
  - ショッピングアーケード

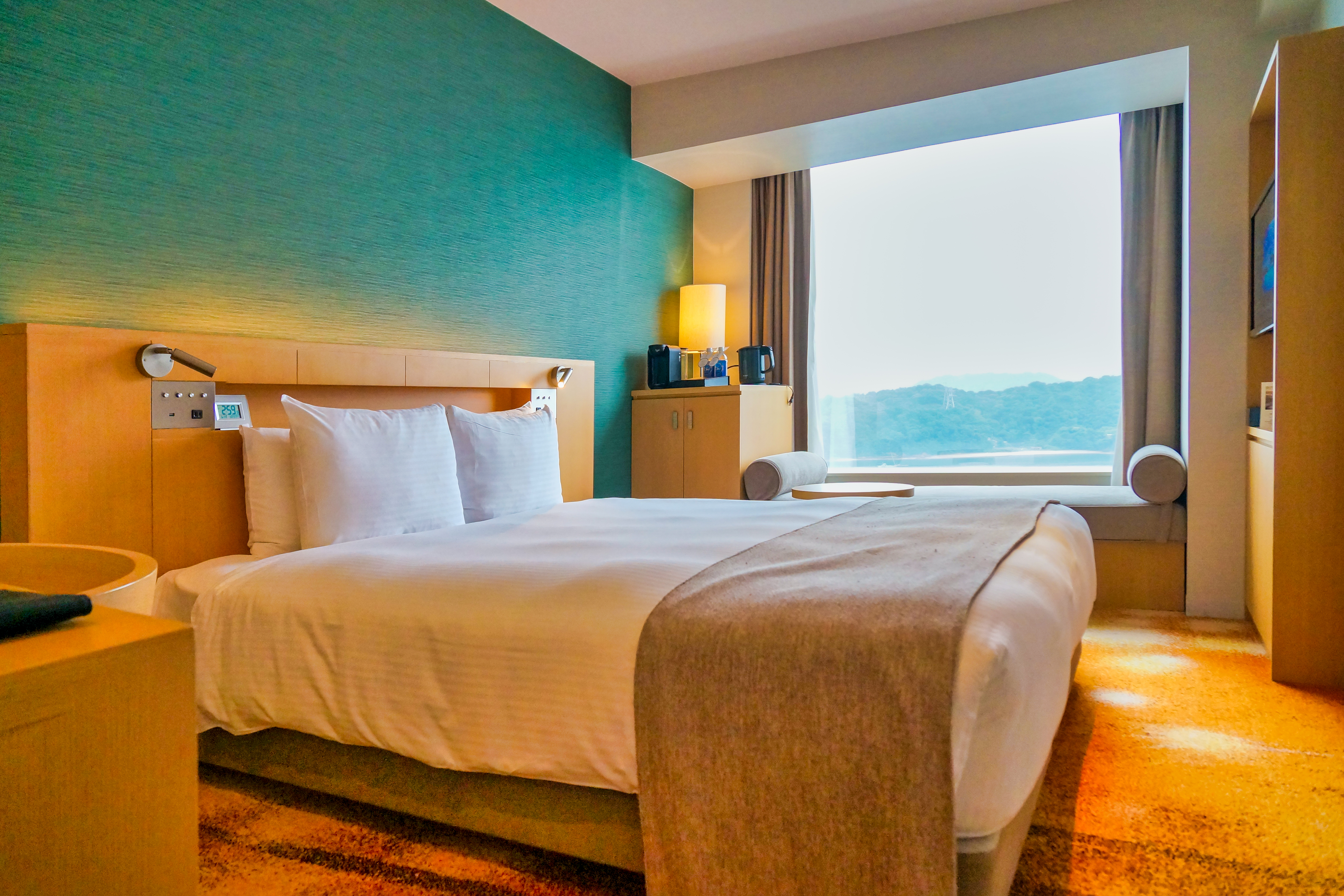
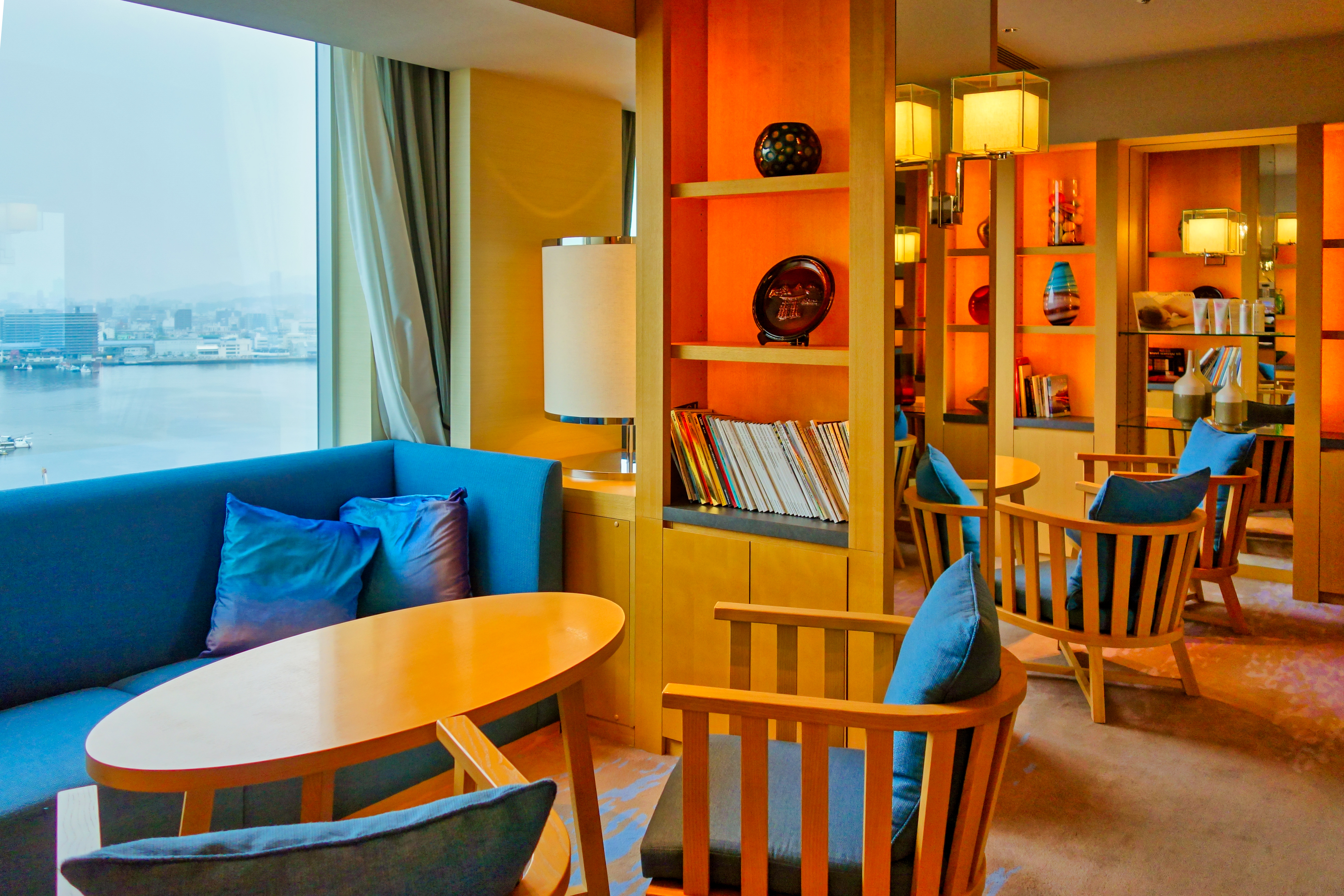
クラブラウンジ
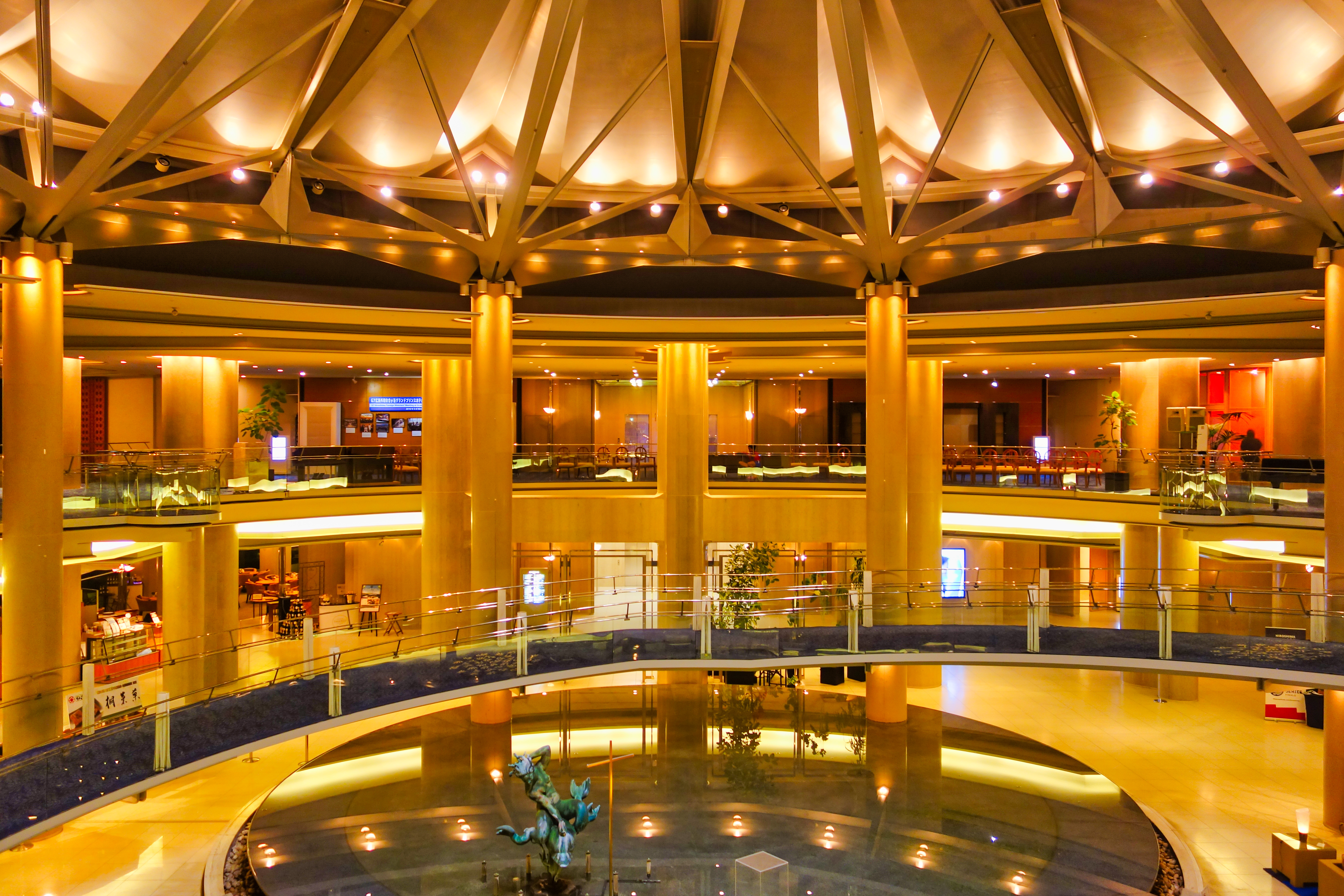
ロビー。中央水盤の彫刻はカール・ミレス作「太陽の輝き」[1]。
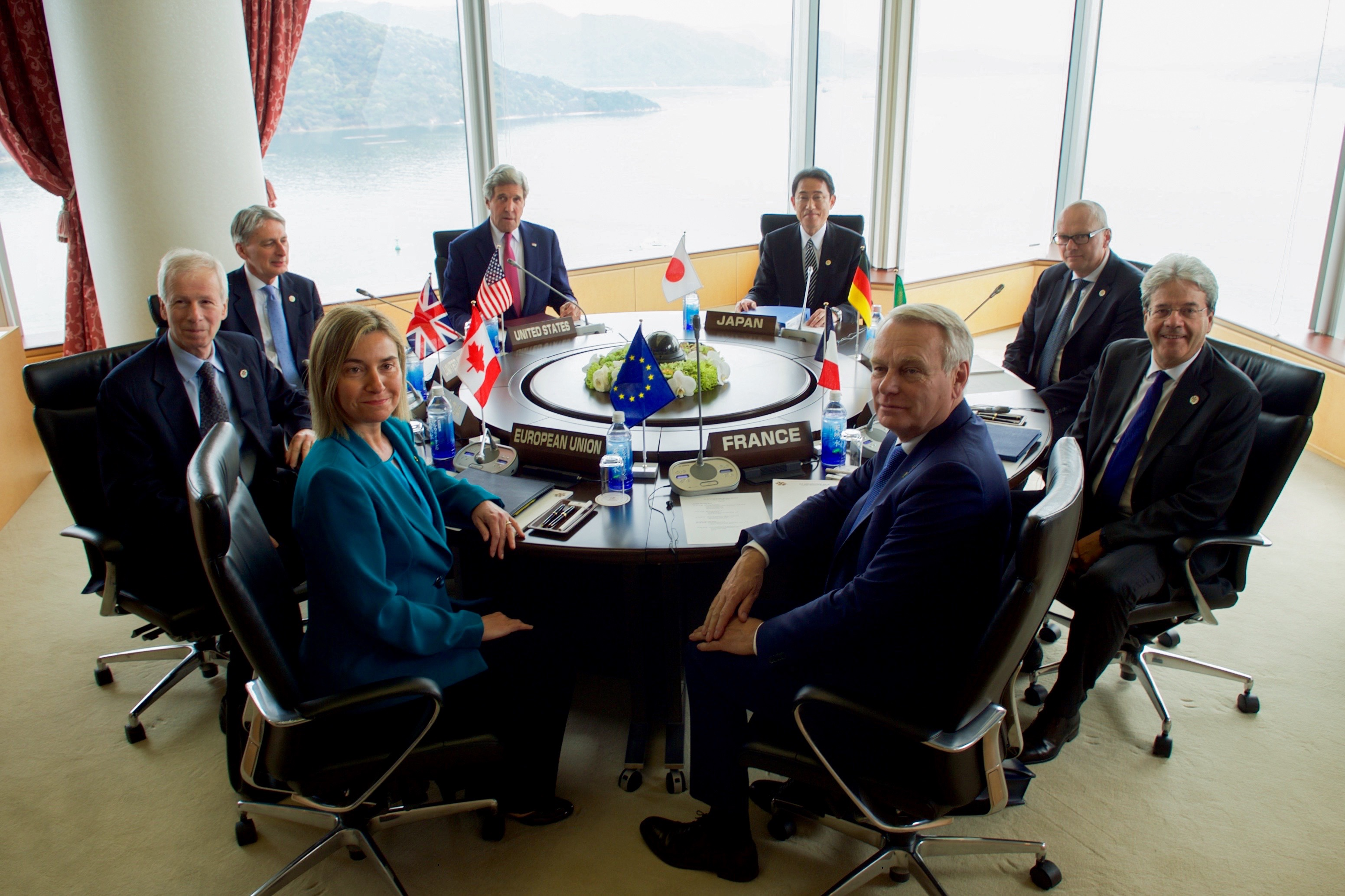
2016年G7広島外相会合

## 交通
以下2022年時点アクセス・周辺案内より
- バス
  - 広島バス21号線グランドプリンスホテル広島行き「グランドプリンスホテル広島停留所」下車
- 電車
  - 広島電鉄宇品線「元宇品口停留場」下車、徒歩約15分

- 車
  - 広島高速3号線宇品出入口から約3分
  - 広島岩国道路廿日市ICから約45分
  - JR広島駅から約20分
  - 広島港から約3分

駐車場440台分（有料）
- 船

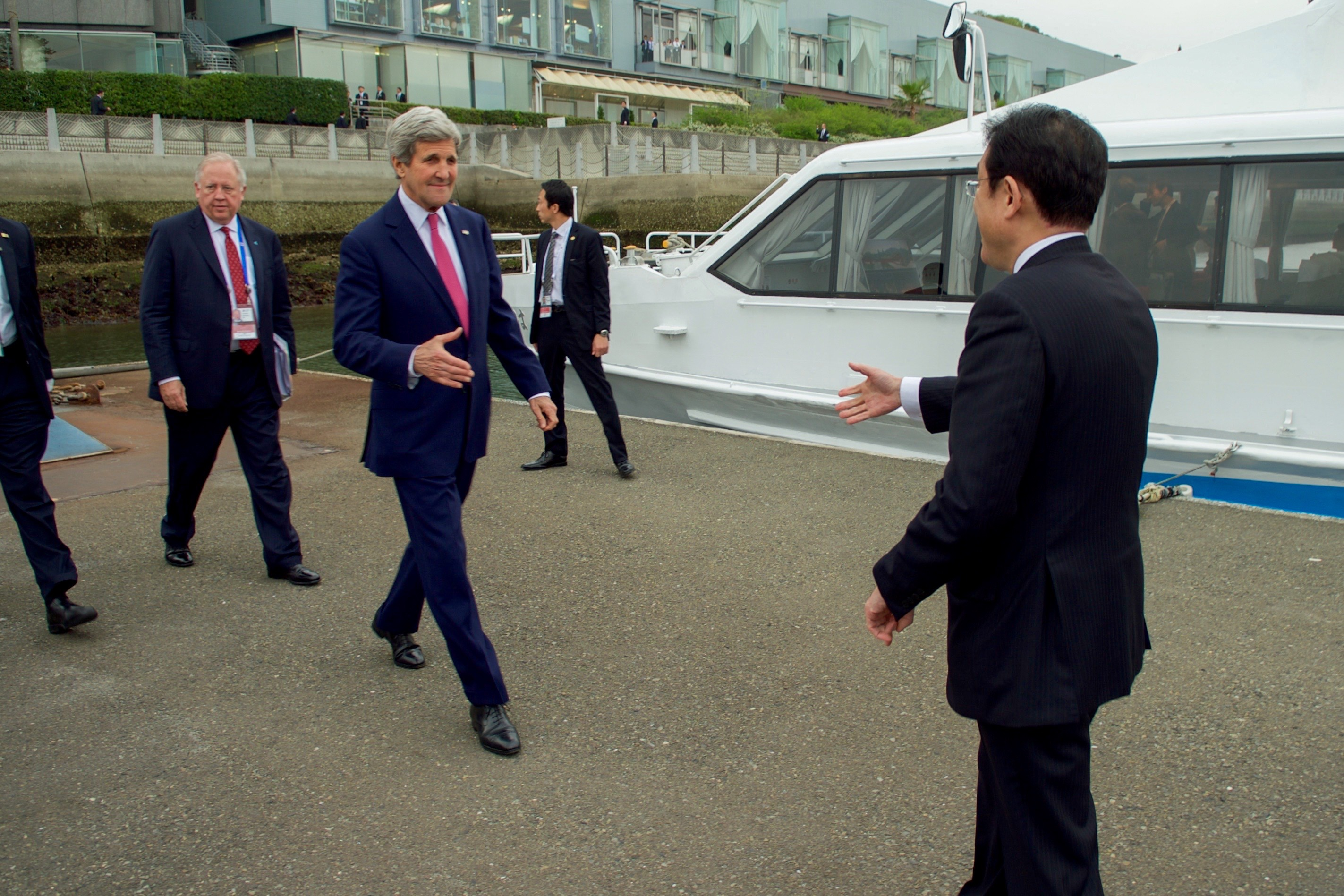
ホテル前の桟橋

  - 瀬戸内シーライン : 宮島港3号桟橋 - 「グランドプリンスホテル広島前」 - 広島港宇品旅客ターミナル、
  - 瀬戸内シーライン : 三原港 - 瀬戸田港 - 呉港呉中央桟橋- 「グランドプリンスホテル広島前」 - 広島港宇品旅客ターミナル、